# Atfih
Atfih è una città del Medio Egitto. Dall'aprile 2008 all'aprile 2011 ha fatto parte dell'ormai sciolto Governatorato di Helwan, dopodiché è stata incorporata nel Governatorato del Cairo. Nel 2001 aveva una popolazione di 106 300 abitanti.

## Etimologia
Il nome deriva dall'antico egizio Tpyhwt, che significa la prima delle mucche, e faceva riferimento ad Hathor. Il nome divenne Petpeh in lingua copta, da cui poi derivo la versione in lingua araba Atfih (in arabo أطفيح‎?). La città era anche nota nell'Egitto greco-romano come Aphroditopolis o Aphrodites Polis

## Descrizione
Atfih si trova nell'area del vecchio Maten, il più meridionale dei nomo dell'Alto Egitto.
Tra i monumenti egizi scoperti in città ci sono una necropoli per animali, tombe greco-romane e sepolcri di mucche in enormi tombe calcaree.
Il 1º marzo 2011 nel villaggio Soul di Atfih vi furono schermaglie tra alcuni musulmani e cristiani. Il motivo era l'esistenza di una relazione tra un giovane cristiano ed una musulmana. Quando alcuni tentarono di accusare il padre della ragazza, scoppiò una rissa in cui rimasero uccisi il padre della ragazza ed un parente. Scoppiò un tumulto, ed i musulmani appiccarono fuoco alla chiesa cristiana. I cristiani dimostrarono davanti al palazzo della televisione, chiedendo la ricostruzione della chiesa nello stesso luogo, e la possibilità per i cristiani di tornare alle proprie case in sicurezza. Il primo ministro Isam Sharaf visitò la zona per calmare la situazione, ed il sacerdote Mtawos Wahba fu liberato. Il Consiglio Supremo delle forze armate si impegnò a ricostruire la chiesa. Alcune personalità religiose, politiche e pubbliche tentarono di calmare la situazione, tra cui lo studioso islamico Mohamed Hassan, ed il predicatore islamico Amr Khaled.